# 쇼토쿠 (연호)
쇼토쿠(正徳, しょうとく)는 일본의 연호(元号) 중 하나이다.
- 전후 : 호에이(宝永) 이후 - 교호(享保) 이전.
- 시기 : 1711년 ~ 1715년
- 천황 : 나카미카도 천황
- 쇼군 : 에도 막부의 도쿠가와 이에노부, 이에쓰구.

## 개원(改元)
- 호에이 8년 4월 25일(1711년 6월 11일), 나카미카도 천황의 즉위에 맞춰 개원.
- 쇼토쿠 6년 6월 22일(1716년 8월 9일), 교호로 개원된다.

조정이 제시했던 안 중에서, 막부가 아라이 하쿠세키에게 고르라고 명령해 결국 결정된 것이 「쇼토쿠」였다고 한다.

## 출전
- 『상서・정의』의 「正徳者自正其徳」.
- 『상서・대우모』의 「正徳、利用、厚生、惟和」.
  - 이 글의 「厚生」은 일본 후생성(현 후생노동성) 명칭의 전거이기도 하다.

## 쇼토쿠 시기에 일어난 일

### 죽음
- 3년
  - 오기와라 시게히데
- 4년
  - 야나기사와 요시야스
  - 마키노 나리사다
  - 다케모토 기다유
- 6년
  - 도쿠가와 이에쓰구

## 서력과의 대조표
| 쇼토쿠 | 원년   | 2년    | 3년    | 4년    | 5년    | 6년    |
| ------ | ------ | ------ | ------ | ------ | ------ | ------ |
| 서력   | 1711년 | 1712년 | 1713년 | 1714년 | 1715년 | 1716년 |
| 간지   | 신묘   | 임진   | 계사   | 갑오   | 을미   | 병신   |

## 같이 보기
- 일본의 연호 일람
- 쇼토쿠의 치
- 정덕(正德): 당나라의 사연호(761년).
- 정덕(正德): 대리국의 연호(1053년 ~ ?).
- 정덕(正德): 서하의 연호(1127년 ~ 1134년).
- 정덕(正德): 명나라의 연호(1506년 ~ 1521년).

| 이전 호에이 | 일본의 연호 1711년 ~ 1716년 | 다음 교호 |